# Liste der Monuments historiques in Léning
Die Liste der Monuments historiques in Léning führt die Monuments historiques in der französischen Gemeinde Léning auf.

## Liste der Objekte
| Bezeichnung                    | Beschreibung                                                           | Standort                           | Kennzeichnung | Schutzstatus | Datum | Bild |
| ------------------------------ | ---------------------------------------------------------------------- | ---------------------------------- | ------------- | ------------ | ----- | ---- |
| Hauptaltar                     | Ensemble aus PM57000499 bis PM57000505                                 | in der Kirche St-Barthélémy (Lage) | PM57000499    | Classé       | 1993  |      |
| Altartisch                     | Holz, farbig gefasst und vergoldet, Mitte des 18. Jahrhunderts         | in der Kirche St-Barthélémy (Lage) | PM57000499    | Classé       | 1993  |      |
| Vorderseite des Altartischs    | Holz, farbig gefasst und vergoldet, Mitte des 18. Jahrhunderts         | in der Kirche St-Barthélémy (Lage) | PM57000500    | Classé       | 1993  |      |
| Altaraufbau mit Tabernakel     | Holz, farbig gefasst und vergoldet, Mitte des 18. Jahrhunderts         | in der Kirche St-Barthélémy (Lage) | PM57000501    | Classé       | 1993  |      |
| Retabel                        | Holz, farbig gefasst und vergoldet, Mitte des 18. Jahrhunderts         | in der Kirche St-Barthélémy (Lage) | PM57000502    | Classé       | 1993  |      |
| Altarkreuz                     | Holz, farbig gefasst und vergoldet, Mitte des 18. Jahrhunderts         | in der Kirche St-Barthélémy (Lage) | PM57000503    | Classé       | 1993  |      |
| Vier Altarleuchter             | Holz, farbig gefasst und vergoldet, Mitte des 18. Jahrhunderts         | in der Kirche St-Barthélémy (Lage) | PM57000504    | Classé       | 1993  |      |
| Zwei Skulpturen                | Holz, farbig gefasst und vergoldet, Mitte des 18. Jahrhunderts         | in der Kirche St-Barthélémy (Lage) | PM57000505    | Classé       | 1993  |      |
| Betstuhl                       | Holz, vergoldet, 18. Jahrhundert                                       | in der Kirche St-Barthélémy (Lage) | PM57000507    | Classé       | 1993  |      |
| Wandvertäfelung                | Holz, farbig gefasst und vergoldet, Mitte des 18. Jahrhunderts         | in der Kirche St-Barthélémy (Lage) | PM57000496    | Classé       | 1993  |      |
| Zwei Kredenzen                 | Holz, farbig gefasst und vergoldet, Marmor, Mitte des 18. Jahrhunderts | in der Kirche St-Barthélémy (Lage) | PM57000497    | Classé       | 1993  |      |
| Bartholomäusaltar              | rechter Seitenaltar; Ensemble mit PM57000583 bis PM57000585            | in der Kirche St-Barthélémy (Lage) | PM57000582    | Classé       | 1993  |      |
| Vorderseite des Altartischs    | Holz, farbig gefasst und vergoldet, Mitte des 18. Jahrhunderts         | in der Kirche St-Barthélémy (Lage) | PM57000583    | Classé       | 1993  |      |
| Vier Altarleuchter             | Holz, farbig gefasst und vergoldet, Mitte des 18. Jahrhunderts         | in der Kirche St-Barthélémy (Lage) | PM57000584    | Classé       | 1993  |      |
| Skulptur Heiliger Bartholomäus | Holz, farbig gefasst und vergoldet, Mitte des 18. Jahrhunderts         | in der Kirche St-Barthélémy (Lage) | PM57000585    | Classé       | 1993  |      |
| Sessel                         | Holz, vergoldet, 18. Jahrhundert                                       | in der Kirche St-Barthélémy (Lage) | PM57000508    | Classé       | 1993  |      |
| Beichtstuhl                    | Holz, 18. Jahrhundert                                                  | in der Kirche St-Barthélémy (Lage) | PM57000506    | Classé       | 1993  |      |